# Михалкино (Новоржевский район)
Михалкино — деревня в Новоржевском районе Псковской области России. Входит в состав Новоржевской волости.
Расположена к югу от Михалкинского озера, в 21 км к востоку от города Новоржев и в 2 км к востоку от деревни Барута.

## Население
| 2001 | 2002 | 2010 |
| ---- | ---- | ---- |
| 86   | ↘79  | ↘41  |

Численность населения деревни по состоянию на конец 2000 года составляла 86 жителей.

## История
С 1995 до 2005 года деревня входила в состав Юхновской волости.
С 2006 до 2015 года входила в состав Барутской волости.